# St. Martin (Gochsheim)

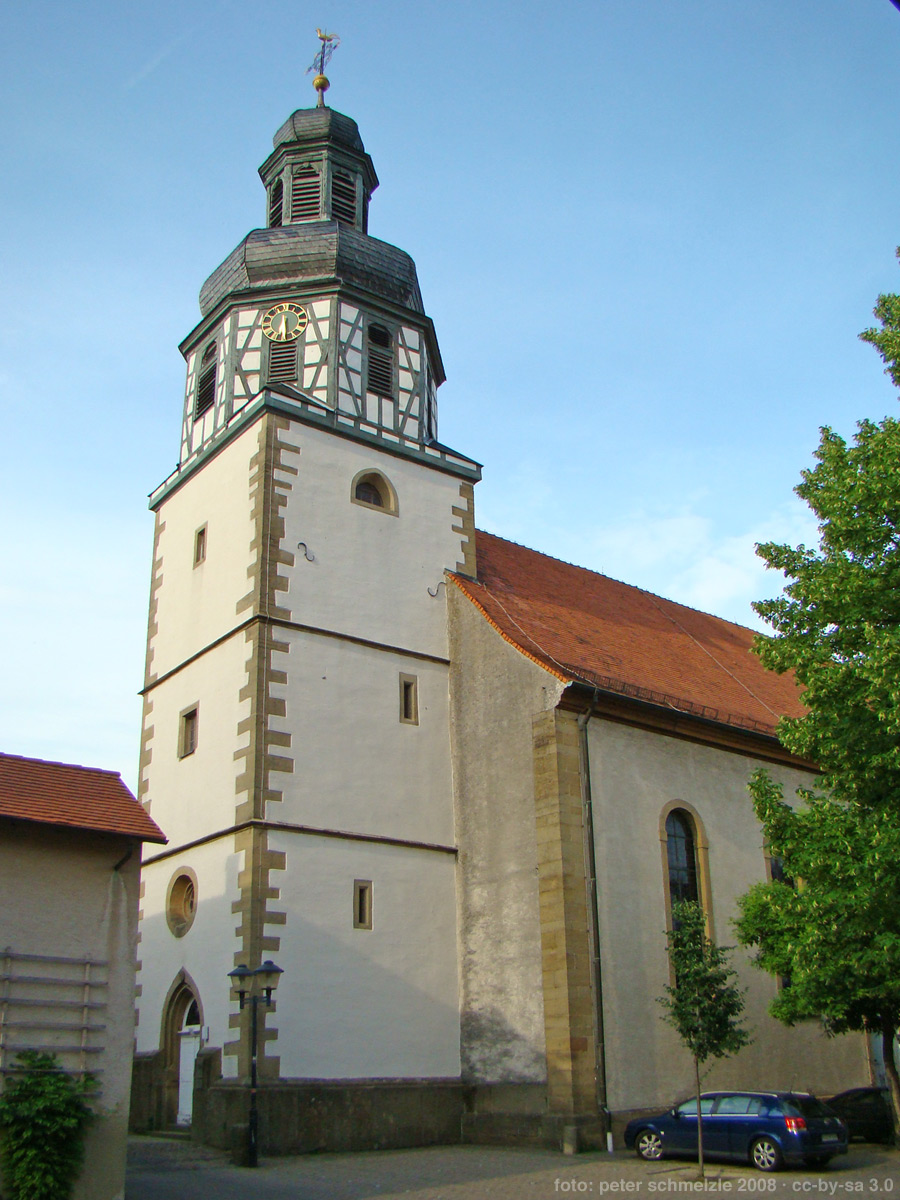
Martinskirche in Gochsheim

Die evangelische Kirche St. Martin in Gochsheim, einem Stadtteil von Kraichtal im Landkreis Karlsruhe im nordwestlichen Baden-Württemberg, wurde ursprünglich im Mittelalter errichtet. Die weithin sichtbare Kirche ist ein geschütztes Baudenkmal.

## Geschichte
1339 wird eine Kapelle in Gochsheim genannt, an deren Stelle Ende des 15. Jahrhunderts eine Kirche erbaut und dem hl. Martin geweiht wurde. Im Zuge der Reformation wurde die Kirche 1556 evangelisch.
1617 wurde das Langhaus durch Heinrich Schickhardt erneuert. Während des Pfälzischen Erbfolgekrieges wurde 1689 die Kirche von den Franzosen in Brand gesteckt und bis 1704 unter der Leitung von Baumeister Anton Petri wiederaufgebaut.
Beim Stadtbrand von 1739 wurde die Kirche abermals schwer beschädigt und bis 1742 durch Baumeister Bartholomäus Keßler wiederaufgebaut. Das heutige Langhaus und der Chor entstanden beim letzten größeren Umbau unter Baumeister Johann Martin Jacobi im Jahr 1788.

## Grablege

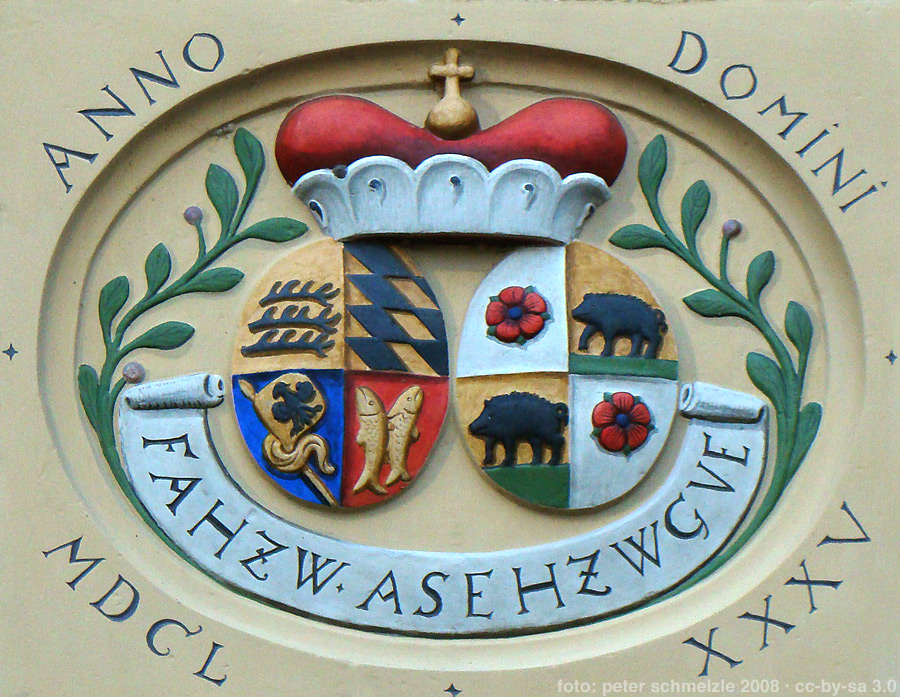
Württemberg-Ebersteinsches Allianzwappen am Schloss Gochsheim mit Jahreszahl 1685

Vor dem Chorraum befindet sich eine Gruft, in der Herzog Friedrich August von Württemberg (1654–1716) und seine Frau Albertine Sophie Esther (1661–1728), die letzte Angehörige des Geschlechts der Grafen von Eberstein, bestattet sind. Diese brachte Besitztümer im Kraichgau wie Gochsheim und Waldangelloch in die Ehe ein. Das Ehepaar ließ das Schloss Gochsheim renovieren und lebte ab 1682 dort. Eine Außentreppe am Langhaus der Kirche führte zur Patronatsloge des Herzogspaares.

## Turm
Über dem Portal des quadratischen, dreigeschossigen Turms ist die Jahreszahl 1499 angebracht. Der Fachwerkaufsatz mit der geschieferten Zwiebelhaube stammt von 1739/42.

## Kornspeicher
Auf dem ursprünglich zweiten Geschoss des Turms befindet sich eine gotische Tür, die möglicherweise schon um 1300 bzw. spätestens ab 1499 auf den Dachboden der Kirche führte. Hier befand sich einst der städtische Kornspeicher. In den Ritzen des Holzbodens wurden 500 bis 700 Jahre alte Getreidekörner gefunden.

## Glocken
Die Glocken wurden nach den Bränden jeweils wieder aus dem geschmolzenen Metall neu gegossen. Die älteste Glocke stammt aus der Zeit um 1740.